# Пахульский, Генрих Альбертович
Генрих Альбертович Пахульский (пол. Henryk Pachulski; 4 (16) октября 1852, с. Лазы, Лукувский повят, Седлецкая губерния, Царство Польское, Российская империя — 2 марта 1921, Москва, РСФСР) — польский композитор, пианист и музыкальный педагог, работавший в России. 

## Биография
Сын Альберта Пахульского, лесничего во владениях Надежды фон Мекк. Под её влиянием Генрих поступил в Музыкальный институт в Варшаве, который окончил в 1876 г.: ученик Рудольфа Штробля (фортепиано), Станислава Монюшко и Владислава Желеньского. Затем учился в Московской консерватории у Николая Рубинштейна, а после его смерти — у Александра Михаловского, Павла Пабста и Антона Аренского, получил диплом в 1885 году, а уже с 1886 года начал преподавать там же, с 1916 г. профессор. Учениками Пахульского были, в частности, Рейнгольд Глиэр, Всеволод Задерацкий, Георгий Шароев.
Из воспоминаний Рахманинова известно, что Пахульский был довольно эксцентричен, играл на рояле всегда на своем собственном, необычного вида стуле, и любил играть концерты в темноте, свет в зале для него выключали.

## Творчество
Генрих Пахульский был также композитором. Кроме собственных сочинений, создал транскрипции для фортепиано в 4 руки многих сочинений Петра Чайковского, в том числе Четвёртой, Пятой и Шестой симфоний, а также струнного секстета «Воспоминание о Флоренции»; эти переложения получили высокую оценку Чайковского. Оригинальные произведения Пахульского — преимущественно фортепианные миниатюры, в том числе дидактического характера: «Альбом для юношества», «Этюды в форме канонов», «Специальные упражнения для подготовки к этюдам-арпеджио»; учебные сочинения Пахульского, по свидетельству Татьяны Николаевой, высоко ценил Александр Гольденвейзер, пользовавшийся ими в своей педагогической деятельности. Редактировал издания этюдов А. Гензельта и Э. Зауэра. Первая монографическая запись сочинений Пахульского была осуществлена в 2008 году, к 150-летию со дня его рождения, польской пианисткой российского происхождения Любовью Навроцкой.

## Семья
Младший брат Пахульского, пианист и скрипач Владислав Пахульский (1855-1919) стал учителем музыки детей Надежды фон Мекк и её личным секретарём и вступил в брак с её дочерью Юлией (1853—1915).